# Kościół Emaus w Krakowie
Kościół Emaus – seminaryjny kościół rzymskokatolicki znajdujący się w Krakowie, w dzielnicy VIII Dębniki przy ul. Pawlickiego 1, na Zakrzówku.
Posługę pełnią ojcowie zmartwychwstańcy.

## Nazwa
Nazwa kościoła jest nietypowa dla świątyni katolickiej, bo nie odwołuje się do żadnego przymiotu Boskiego, Maryi, ani świętych, lecz do uroczystości religijnej. Odnosi się do odpustu Emaus – starej, lokalnej tradycji praktykowanej do dzisiaj na krakowskim Zwierzyńcu w każdy Poniedziałek Wielkanocny. Obrzęd łączy się nierozerwalnie z tajemnicą Zmartwychwstania Jezusa, która stanowi sedno charyzmatu zmartwychwstańców.

## Historia
Zespół obiektów Wyższego Seminarium Duchownego Zgromadzenia XX. Zmartwychwstańców – Centrum Resurrectionis noszący nazwę Droga Czterech Bram obejmuje również oprócz domu seminaryjnego i mieszkalnego: kościół pod wezwaniem Emaus, kaplicę domową pod wezwaniem św. Jana Vianneya i kaplicę pod wezwaniem św. Józefa.
Kościół Emaus wybudowano w latach 1985–1996 w stylu postmodernistycznym według projektu architekta Dariusza Kozłowskiego we współpracy z Marią Misiągiewicz i Wacławem Stefańskim. Świątynia powstała na potrzeby wewnętrzne Wyższego Seminarium Duchownego Polskiej Prowincji Zmartwychwstańców w krakowskich Dębnikach. Mimo to, w odróżnieniu od innych seminariów duchownych w Krakowie, niedzielne nabożeństwa u zmartwychwstańców w kościele Emaus mają charakter otwarty i uczęszcza na nie kilkunastu świeckich katolików z sąsiednich ulic.
W 2005 obiekty wyróżniono umieszczeniem na liście Polska. Ikony architektury.

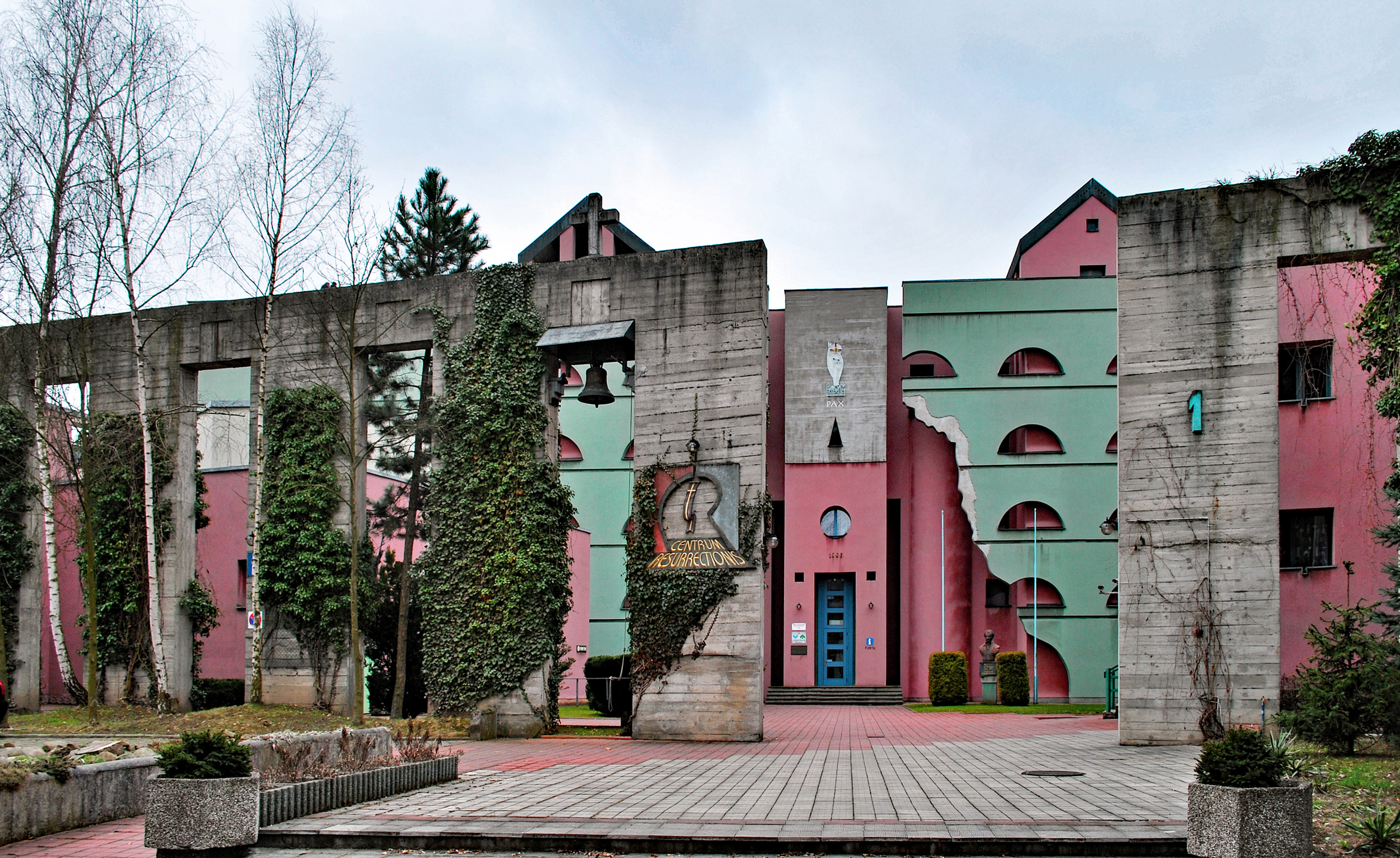
Droga Czterech Bram Furta klasztoru